# Stjärna sökes
Stjärna sökes (originaltitel: Pick a Star) är en amerikansk musikalfilm från 1937 regisserad av Edward Sedgwick.

## Handling

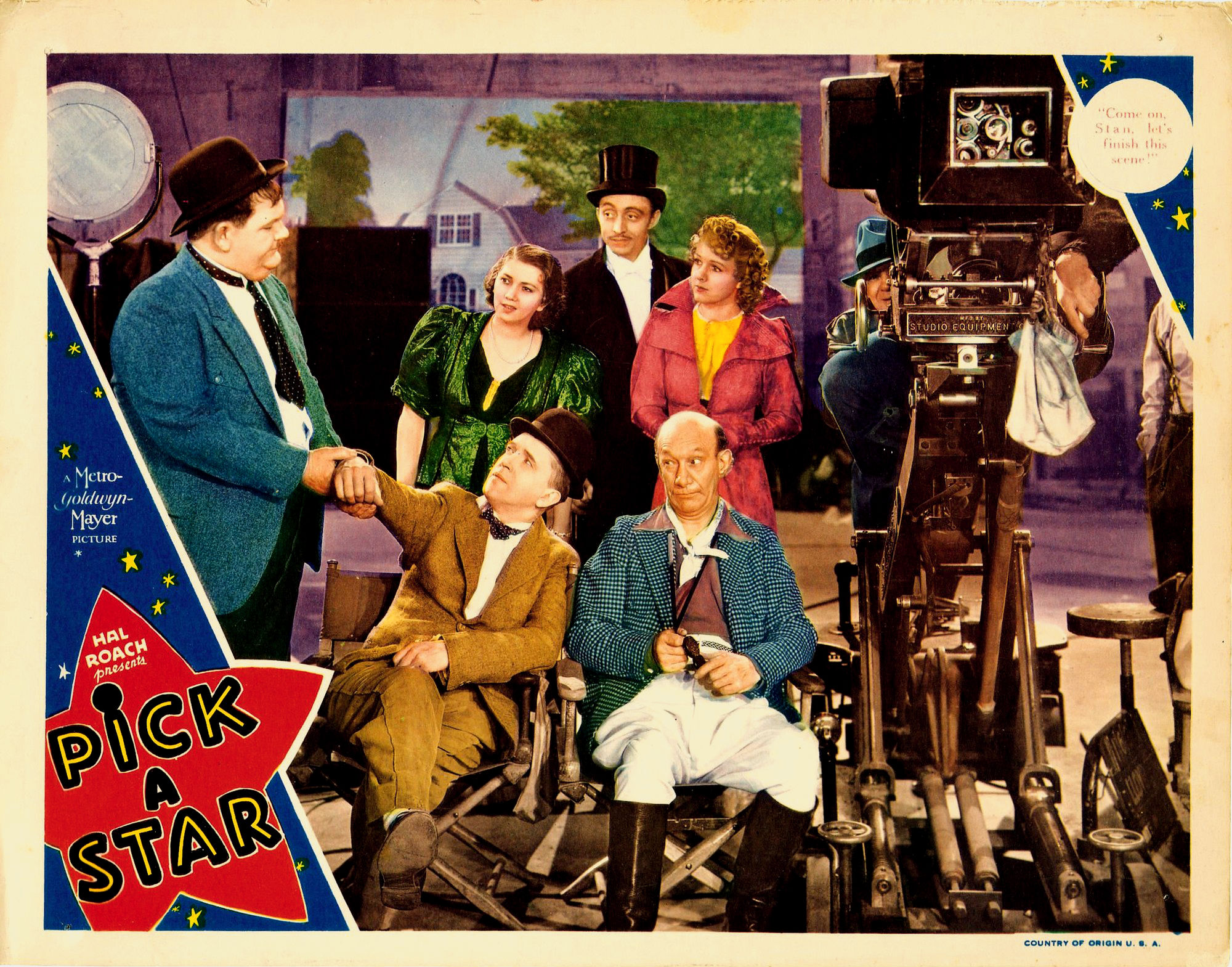
Lobbykort.

Cecilia Moore är en ung och söt kvinna kommer till Hollywood i strävan att få bli filmstjärna. Hon uppnår berömmelse tack vare reklammannen Joe Jenkins.

## Om filmen
Filmen återlanserades 1 februari 1954 under titeln Movie Struck.
Filmen hade svensk biopremiär den 30 maj 1938 på biograferna Rex och Record-Teatern.
Filmen är idag mest känd för att komikerduon Helan och Halvan medverkar i några scener. Deras scener spelades in i samma veva som deras film Vi reser västerut som kom ut samma år som denna film.

## Rollista (i urval)
- Patsy Kelly – Nellie Moore
- Jack Haley – Joe Jenkins
- Rosina Lawrence – Cecilia Moore
- Mischa Auer – Rinaldo Lopez
- Lyda Roberti – Dagmar
- Stan Laurel – Stan (Halvan)
- Oliver Hardy – Ollie (Helan)
- Russell Hicks – Mr. Stone
- Barbara Weeks – värdinna
- May Wallace – hyresvärdinna
- Jack Norton – fyllot Oscar
- Charles Halton – Julius Klawheimer
- Tom Dugan – Dimitri Hogan
- Jack Hill – man
- James Finlayson – regissör
- Charlie Hall – regiassistent
- Walter Long – bandit
- Fay Holderness – Willie's mor
- Nelson McDowell – Jefferson Watts
- Mary Gordon – Jefferson's fru
- Joyce Compton – nygift kvinna[3]